# Liste der Mitglieder der National Academy of Sciences/1988
Im Jahr 1988 wählte die National Academy of Sciences der Vereinigten Staaten 76 Personen zu ihren Mitgliedern.

## Neu gewählte Mitglieder
- Fred C. Anson (1933–2024)
- Dale E. Bauman
- Stanley D. Beck (1919–1997)
- Stephan Berko (1924–1991)
- Robert M. Berne (1918–2001)
- Charles R. Cantor (* 1942)
- Eric E. Conn (1923–2017)
- Max D. Cooper (* 1933)
- David Cox (1924–2022)
- Lawrence F. Dahl (1929–2021)
- Russ E. Davis (1941–2022)
- Robert E. Dickinson (* 1940)
- Jack D. Dunitz (1923–2021)
- Thomas Dunne (* 1943)
- Mitchell J. Feigenbaum (1944–2019)
- John A. Ferejohn (* 1944)
- Maurice S. Fox (1924–2020)
- Otto H. Frankel (1900–1998)
- Carl Frieden (* 1928)
- Robert C. Gallo (* 1937)
- Roy J. Glauber (1925–2018)
- James P. Gordon (1928–2013)
- Frances K. Graham (1918–2013)
- Ann M. Graybiel (* 1942)
- Frank H. Hahn (1925–2013)
- Morris Halle (1923–2018)
- Theodore E. Harris (1919–2005)
- Herbert Hauptman (1917–2011)
- Henry M. Hoenigswald (1915–2003)
- John K. Hulm (1923–2004)
- T. Kent Kirk (* 1940)
- Jeremy R. Knowles (1935–2008)
- Alfred G. Knudson, Jr. (1922–2016)
- Joseph J. Kohn (1932–2023)
- Tsune Kosuge (1925–1988)
- Joseph Kraut (1926–2012)
- Rolf W. Landauer (1927–1999)
- Robert J. Lefkowitz (* 1943)
- Donald H. Levy (* 1939)
- Vincent T. Marchesi
- John N. Mather (1942–2017)
- Dan P. McKenzie (* 1942)
- Stanley G. Nathenson (1933–2012)
- Eldon H. Newcomb (1919–2022)
- Yasutomi Nishizuka (1932–2004)
- Fernando Nottebohm (* 1940)
- Richard D. Palmiter (* 1942)
- P. James E. Peebles (* 1935)
- Alexander Pines (1945–2024)
- Raymond A. Price (1933–2024)
- Robert H. Purcell (* 1935)
- Werner E. Reichardt (1924–1992)
- John D. Reppy (* 1931)
- Eugene Roberts (1920–2016)
- Edwin W. Roedder (1919–2006)
- Robert G. Roeder (* 1942)
- Heinrich Rohrer (1933–2013)
- John R. Roth (* 1939)
- Dana S. Scott (* 1932)
- Robert J. Shepherd
- Anthony E. Siegman (1931–2011)
- Jens C. Skou (1918–2018)
- George N. Somero (* 1940)
- Richard Southwood (1931–2005)
- Hyron Spinrad (1934–2015)
- Joseph E. Stiglitz (* 1943)
- Walter E. Thirring (1927–2014)
- Endel Tulving (1927–2023)
- George D. Watkins (* 1924)
- Patty Jo Watson (1932–2024)
- Mary Jane West-Eberhard (* 1941)
- Edward Witten (* 1951)
- Carl R. Woese (1928–2012)
- Alfred P. Wolf (1923–1998)
- M. Gordon Wolman (1924–2010)
- Robert H. Wurtz (* 1936)